# Wietze Couperus
Wietze Couperus (Sneek, 16 marzo 1942) è un ex calciatore olandese, di ruolo attaccante.

## Carriera

### Club
Wietze Couperus ha iniziato a giocare nelle file del Blauw-Wit Amsterdam, poi dopo essere passato per Leeuwarden e Zaandam, nel 1965 si è trasferito all'Haarlem, dove è rimasto per cinque stagioni, prima di passare all'ADO Den Haag. Ha chiuso la carriera giocando prima nell'Amsterdam e poi nel Telstar; si è ritirato nel 1975.

### Nazionale
Couperus ha giocato una sola partita con la Nazionale olandese, l'11 ottobre 1970 a Rotterdam contro la Jugoslavia, subentrando al 50º a Wietse Veenstra.

## Statistiche

### Cronologia presenze e reti in Nazionale
| Cronologia completa delle presenze e delle reti in nazionale ― Paesi Bassi | Cronologia completa delle presenze e delle reti in nazionale ― Paesi Bassi | Cronologia completa delle presenze e delle reti in nazionale ― Paesi Bassi | Cronologia completa delle presenze e delle reti in nazionale ― Paesi Bassi | Cronologia completa delle presenze e delle reti in nazionale ― Paesi Bassi | Cronologia completa delle presenze e delle reti in nazionale ― Paesi Bassi | Cronologia completa delle presenze e delle reti in nazionale ― Paesi Bassi | Cronologia completa delle presenze e delle reti in nazionale ― Paesi Bassi |
| Data                                                                       | Città                                                                      | In casa                                                                    | Risultato                                                                  | Ospiti                                                                     | Competizione                                                               | Reti                                                                       | Note                                                                       |
| -------------------------------------------------------------------------- | -------------------------------------------------------------------------- | -------------------------------------------------------------------------- | -------------------------------------------------------------------------- | -------------------------------------------------------------------------- | -------------------------------------------------------------------------- | -------------------------------------------------------------------------- | -------------------------------------------------------------------------- |
| 11-10-1970                                                                 | Rotterdam                                                                  | Paesi Bassi                                                                | 1 – 1                                                                      | Jugoslavia                                                                 | Qual. Euro 1972                                                            | -                                                                          | 50’                                                                        |
| Totale                                                                     |                                                                            | Presenze                                                                   | 1                                                                          |                                                                            | Reti                                                                       | 0                                                                          |                                                                            |